# 玫瑰蚺属
玫瑰蚺属为蚺科的一个属。

## 下属物种
本属包括以下物种：
- Lichanura orcutti Stejneger, 1889
- 玫瑰蟒  Lichanura trivirgata Cope, 1861